# Strmčnik
Strmčnik je priimek več znanih Slovencev:   
- Bernard (Berni) Strmčnik, novinar, publicist
- Boštjan Strmčnik (& Bojana Kifnar Strmčnik), elektroenergetik ?
- Dušan Strmčnik, kemik, znanstvenik v ZDA >> Slov.
- France Strmčnik (1928 - 2020), pedagog, didaktik, univ. profesor
- Gregor Strmčnik (*1965), župan Ankarana, navtik in gospodarstvenik
- Jani Strmčnik, pevec baritonist
- Judita Strmčnik, predsednica folklorne pevske skupine "Cintare"
- Klavdij Strmčnik, župan Luč
- Maja Strmčnik, mlada pesnica
- Maks(imiljan) Strmčnik (*1948), skladatelj, čembalist in orglavec, prof. AG
- Mira Strmčnik Gulič (*1946), arheologinja
- Rudolf Strmčnik (1944 - 2010), rokodelec, rudar, amaterski gledališčnik
- Stanko Strmčnik (*1949), elektro(teh)nik, avtomatik (IJS)

## Glej še
- priimke Strmšek, Strmecki, Strman, Strmljan, Strmole itd.